# 鱼肠
鱼肠是中国古代的名劍。

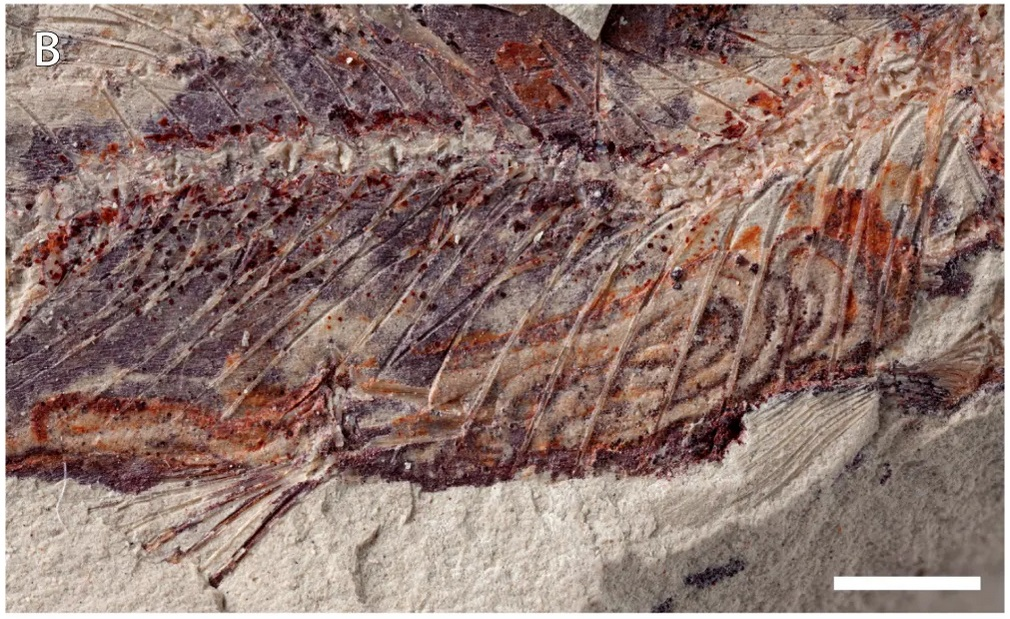
不同种类的鱼有不同形态的肠子。图中的白垩纪鱼类化石有着长而绕回的肠子，可见其食草特性

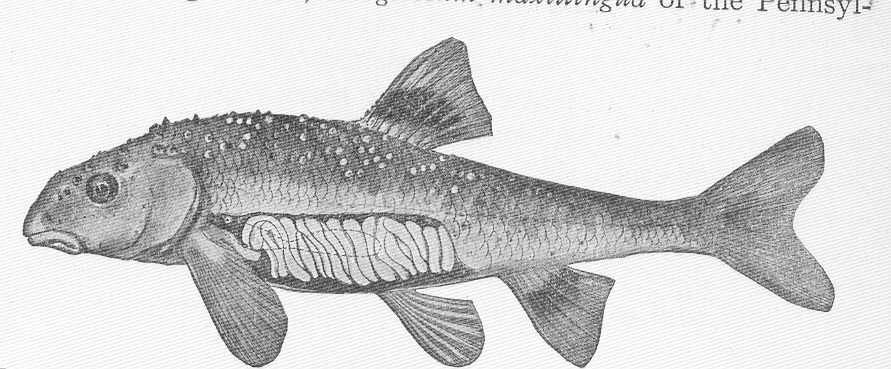
一种曲口鱼属（鲤科）的肠子

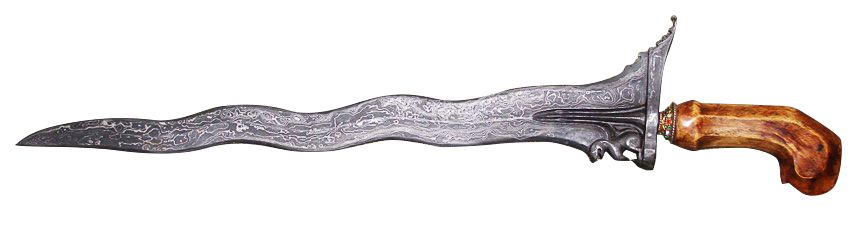
马来短剑，刃面上有细致的纹理

关于鱼肠剑的记载，可追溯至西汉时的《淮南鸿烈》。东汉王充《论衡》将鱼肠与棠谿、龙泉、太阿等名剑并举。
东汉许慎/高诱在《淮南鸿烈》的注解中认为，“鱼肠”指的是剑刃上的纹理曲曲折折，形状像鱼的肠子。北宋沈括《梦溪笔谈》也同意这种说法，认为鱼肠剑就是北宋时的蟠钢剑或松文剑，剑上的纹理像烧熟的鱼去掉肋部的肉后所能看到的鱼肠。近代周纬《中国兵器史》也持此种观点，并特别指出鱼肠剑上的纹理是凸出表面的糙面阳纹，与马来短剑类似。:101據推測，这可能是通过灌钢工艺（混合生铁和熟铁冶炼成钢）实现的。
据约在东汉成书的杂史《越绝书》和《吴越春秋》记载，鱼肠剑是越王允常委托欧冶子所铸的五柄宝剑之一（另外四柄为湛卢、纯钧、勝邪和巨阙），允常后将鱼肠、盘郢、湛卢献给吴王闔廬，闔廬死后鱼肠和盘郢一同陪葬于虎丘。《越绝书》和《吴越春秋》又将鱼肠剑和专诸为吴公子光刺杀吴王僚的事迹联系在一起，认为专诸藏在烤鱼肚子中的匕首就是鱼肠剑。明代演义小说《东周列国志》即采此说。
后世又讹为“鱼藏剑”。近代戏曲中有传统剧目《鱼藏剑》，讲述伍子胥受楚平王陷害，逃至吴国，被吴王姬僚之弟姬光收为宾客，于是举荐结义兄弟专诸，用鱼藏剑刺杀姬僚，助姬光夺国复位，然后兴兵伐楚复仇。湘剧、汉剧、京剧、川剧、秦腔等剧种均有此戏。:21北京北海公园仿膳饭庄也有一道著名菜品名为“鱼藏剑”，做法是用鳜鱼片卷上黄瓜条，裹糊后油炸，最后淋上糖醋汁。:110